# Distribuirana proizvodnja električne energije
Distribuirana proizvodnja električne energije, poznatija i pod nazivom decentralizirana proizvodnja električne energije, ili jednostavno distribuirana energija, je zapravo dobivanje električne energije iz malih energetskih izvora. Većina zemalja dobiva električnu energiju iz velikih centraliziranih postrojenja kao što su elektrane na fosilna goriva (prirodni plin, ugljen), nuklearnu energiju zatim elektrane na  solarnu energiju ili hidroelektrane. Ovakva postrojenja su izrazito financijski isplativa, ali je potrebno tu istu električnu energiju dovesti do potrošača što dovodi do velikih gubitaka energije i negativnog utjecaja na okoliš. Distribuirana proizvodnja električne energije omogućava prikupljanje električne energije iz više manjih izvora koji su pravilno razmješteni u blizini samih potrošača te se tako izbjegavaju gubitci samog prijenosa energije i smanjuje se negativno djelovanje na okoliš.

## Ekonomija velikih razmjera
Povijesno, velike centralne elektrane su oduvijek integrirane u električnu mrežu, pritom su ta postrojenja bila locirana blizu samoga izvora koji se koristi za dobivanje električne energije ili jako daleko od potrošača tj. naseljenih područja. Ovo za posljedicu ima potrebu za postojanjem velikih trafostanica s transformatorima, koje su dio električne mreže, koje podižu napon struje da bi električna struja mogla prijeći veće udaljenosti ili ga snižavaju prije nego ta ista električna struja dolazi do potrošača kako bi se mogla koristiti.
Ovakva ekonomija i način razmišljanja su počeli propadati krajem 60-ih godina 20. stoljeća. Početkom trećeg milenija velike elektrane nisu više bile u stanju transportirati energiju na jeftin i pouzdan način do jako udaljenih potrošača pomoću električne mreže. Zato je sama elektrana koštala manje od električne mreže, jer je električna mreža je morala biti pouzdana i sigurna. Električna mreža dobila glavnu ulogu za rješavanje problema dalekih potrošača i problema transportiranja kvalitetne i pouzdane električne energije, taj problem je postao od velike važnosti pojavom digitalnih uređaja koji su zahtijevali striktno određene veličine napona i struje. Dobitci radi učinkovitosti više se ne postižu zbog povećane proizvodnje električne energije nego radi malih distriobuiranih jedinica, planski smještenih u blizini potrošača.
Na primjer elektrane na ugljen su sagrađene daleko od gradova kako bi se spriječilo zagađenje zraka koji udišu stanovnici. Osim toga, takve elektrane su često bile građene u blizini rudnika kako bi smanjili troškove prijevoza samoga goriva za elektranu. Hidroelektrane su same po sebi ograničene, potreban im je veliki protok vode kako bi mogle funkcionirati, tj. sama priroda i okoliš im postavljaju ograničenje kod izgradnje.
Niska emisija štetnih plinova predstavlja ogromnu prednost kod elektrana koje za gorivo troše prirodni plin. To je razlog zašto je takvim postrojenjima dozvoljena izgradnja u blizini gradova, one se koriste za dobivanje energije za grijanje i hlađenje.

## Distribuirana proizvodnja električne energije
Postrojenja za distribuirana proizvodnja električne energije su malena, neprimjetna i proizvode se u velikim serijama. Činjenice koje su utjecale na njihov nastanak i razvoj:
1. potreba za dodatnim troškovima kod izgradnje velikih elektrana i briga za okoliš
2. propadanje i smanjivanje učinkovitosti i kapaciteta električne mreže
3. povećavanje tržišta za masovnu proizvodnju malenih uređaja u odnosu na velike proizvode koji se rade u malim serijama i koji se sklapaju na samom mjestu gdje će se i nalaziti
4. više relativne cijene električne energije, viša sveukupna kompleksnost i ukupni troškovi potrebni za nadzor, zatim tarifne administracije, računanje potrošnje i naplata potrošača

Velika tržišta su shvatila da izvori električne energije pravih veličina, tzv. mikro električni mrežni sustavi, za određene kupce, su u stanju napraviti malu, ali važnu ekonomsku razliku u odnosu na velike elektrane. Manje jedinice pružaju veće tržište za velikoserijsku proizvodnju nego što bi to mogle pružiti velike.
Ako bi promatrali cijenu baziranu po kilovatsatu elekrične energije, tada bi zaključili da je distribuirana proizvodnja električne energije skuplja od proizvodnje električne energije pomoću konvencionalnih goriva, ali takav pristup ne uključuje ukupnu računicu koja je povezana s dodatnim troškovima koji se vežu uz konvencionalna goriva. Dodatna pogodnost distribuirane proizvodnje električne energije je ta da neprestano dolazi do razvitka novih i jeftinijih tehnologija, zahvaljujući razvitku brže i jednostavnije proizvodnje opada i ukupna cijena sustava za distribuiranu proizvodnju električne energije, a upravo to predstavlja uštedu u usporedbi s velikim konvencionalnim elektranama i energiju čini čišćom i pouzdanijom.
Distribuirana proizvodnja električne energije smanjuje gubitke potrebne za prijenos električne energije zato što njen prijenos njen u nekim slučajevima nije niti potreban, često se sustav za dobivanje električne energije nalazi na samoj zgradi (potrošaču) koja tu energiju koristi. To znači-manje potrebnih kablova i manji troškovi transporta.
Tipični izvori za distribuiranu proizvodnju električne energije malo zagađuju, imaju veliku iskoristivost i malu potrebu za nadzorom rada. U prošlosti to nije bilo tako jednostavno, bio je potreban ogroman trud vodećih inženjera i velike centrale da bi se postigla velika iskoristvost i malena emeisija štetnih plinova. Međutim, današnji sustavi su automatizirani, koriste obnovljive izvore električne energije poput Sunca, vjetra ili geotermalnih izvora.

### Vrste izvora električne energije za distribuiranu proizvodnju električne energije
Sustavi koji koriste izvore za distribuiranu proizvodnju električne energije su relativno malih snaga (od 3 do 10000 vata). Oni mogu biti korišteni kao osnovni (primarni) izvor električne energije ili pomoćni (sekundarni). Problem generatora koji služe za distribuiranu proizvodnju električne energije je njihova visoka cijena.
Jedan od popularnijih izvora električne energije je Sunce tj. fotonaponske ćelije koje se postavljaju na krovove zgrada ili kuća. Cijena proizvodnje iznosi od 0.99 do 2 dolara po vatu električne snage koju će proizvoditi (podatci iz 2007 g.) plus dodatni troškovi instalacije, cijela ta cijena se smanjuje ako se polazi pristupom "uradi sam", tada ta cijena iznosi od 0.525 do 0.75 dolara po vatu električne snage. Ta cijena je otprilike ista kao i proizvodna cijena jedne elektrane na ugljen iz 1979 g., (inflacija je uzeta u obzir). Proizvodna cijena nuklearne elektrane je nešto viša (od 2 do 6 dolara po vatu električne snage koju će proizvoditi, podaci iz 2007. g.) Neke solarne ćelije s tankim filmom imaju problema s daljnjim recikliranjem ako su napravljene od teških metala, za razliku od silicijskih solarnih ćelija koje su uglavnom nemetalne. Za razliku od elektrana na ugljen i nuklearno gorivo, kod solarnih panela nema troškova goriva, zagađenja, opasnosti u proizvodnji ili radu. Solarne ćelije imaju mali faktor angažirane snage, njezino vršno opterećenje je u podne, a faktor angažirane snage iznosi oko 20%
Sljedeći popularni izvor su male vjetroturbine. Nemaju potrebu za velikim održavanjima i malo zagađuju. Troškovi izrade su nešto veći, iznose oko 0.8 dolara po vatu dobivene snage (prema podacima iz 2007. g.), nego troškovi izrade većih elektrana, to se naravno ne odnosi na vjetrovita područja. Za vjetroturbine nije pogodan ni preslab, a niti prejak vjetar, postoji optimalno područje rada. Problem kod vjetroturbina je sličan kao i kod solarnih panela, nikada nisu cijelo vrijeme u funkciji tj. postoji određeni period dana kada vjetar ne puše i određeno vrijeme kada nema dovoljno Sunčevog zračenja (noć, oblačno vrijeme itd.)
Postoji i tzv. distribuirana kogeneracija, koriste se malene plinske turbine koje okreću generatore, a otpadna toplina se odvodi i koristi za grijanje.

### Integracija s električnom mrežom
Zbog pouzdanosti, distribuirana proizvodnja električne energije bila bi spojena na istu električnu mrežu kao i električna energija dobivena iz velikih centralnih postrojenja. Pri tome dolazi do nekolicine problema kao što su pouzdanost u veličine napona i struje, frekvencije, zatim problemi koji se tiču same sigurnosti i kontrole cijelog sustava. Potrebno je obaviti ispitivanje svih uređaja koji se koriste u procjeni sigurnosti prije puštanja električne mreže u rad. Treba provjeriti i kompatibilnost mreže na određene sustave distribuirane proizvodnje električne energije, kao što su kogeneracija itd.

### Troškovi
Kogeneratori su skuplji po vatu električne snage nego generatori korišteni u centralnim postrojenjima. Razlog tome je što mnoge stambene zgrade već troše fosilna goriva za zagrijavanje prostora i kogeneracija bi time još dobila na učinkovitosti jer bi se manje goriva trošilo u stambenim zgradama. Neke veće instalacije već koriste kogeneraciju. Pomoću, već objašnjene, kogeneracije se dobiva ukupna iskoristivost sustava i preko 80%.
Električni automobili novijih generacija će imati sposobnost predavanja viška svoje energije u električnu mrežu kada će to biti potrebno. To će biti od velike važnosti za cijeli sustav dobavljanja električne energije

## Mikro (mali) električni sustavi
Mikro električni sustavi se sastoje od manjih grupiranih električnih sustava, tamo se električna energija dobiva, pohranjuje te je spojena na originalnu, već postojeću, električnu mrežu. Ako je potrebno ta se veza može isključiti, ono može samostalno funkcionirat. Gledano sa strane operatora, mikro električni sustav može biti upravljan kao jedna samostalna cjelina. Mikro električni sustavi mogu koristiti kemijsku energiju goriva, energiju vjetra, Sunca itd. Otpadna toplina iz ovih sustava bi se opet mogla koristiti za grijanje prostora tj. vršila bi se kogeneracija čime bi se povećala ukupna iskoristivost sustava.

## Načini dobivanja distribuirane električne energije
Dobivanje distribuirane električne energije može uključivati:
- Kogeneraciju
- Gorive ćelije
- Mikro kogeneraciju
- Mikroturbine
- Solarne panele
- Male vjetrotrubine
- Stirlingove motore
- Trigeneraciju

## Pogledajte još
| Portal:Distribuirana proizvodnja električne energije | Portal Distribuirana proizvodnja električne energije |

| - Autonomous building - Demand response - Energy harvesting - Electric power transmission - Electricity generation - Electricity market - Electricity retailing - Energy demand management - Future energy development - Green power superhighway - Grid-tied electrical system - Hydrogen station - IEEE 1547 Standard for Interconnecting Distributed Resources with Electric Power Systems | - Islanding - Microgeneration - Net metering - Relative cost of electricity generated by different sources - Renewable energy development - Smart meter - Smart power grid - Solar Guerrilla - Stand-alone power system - Sustainable community energy system - Trigeneration - Vehicle-to-grid (V2G) - Virtual power plant - World Alliance for Decentralized Energy |